# 菲爾·派瑞
菲爾·派瑞（英語：Phil Perry，1952年1月12日—），美國R&B歌手，詞曲作家，音樂家，1971年至1975年的Montclairs。